# Asplenium obscurum
Asplenium obscurum là một loài thực vật có mạch trong họ Aspleniaceae. Loài này được Blume miêu tả khoa học đầu tiên năm 1828.